# Campionati del mondo di snowboard 2013 - Snowboard cross femminile
La gara di snowboard cross femminile ai campionati del mondo di snowboard 2013 si è svolta a Stoneham il 24 e il 26 gennaio 2013, con la partecipazione di 34 atlete da 18 nazioni.

## Risultati

### Qualificazione
Le prime 12 classificate al termine della run 1 si sono qualificate direttamente alla fase finale. Le altre atlete hanno partecipato alla run 2: sono passate alla fase finale le prime 12 classificate, considerando il miglior tempo di run.
| Pos. | Bib | Nome                  | Nazione       | Run 1   | Run 2   | Distacco | Note |
| ---- | --- | --------------------- | ------------- | ------- | ------- | -------- | ---- |
| 1    | 31  | Maëlle Ricker         | Canada        | 1'09"16 |         |          | Q    |
| 2    | 37  | Dominique Maltais     | Canada        | 1'10"38 |         | +1"22    | Q    |
| 3    | 29  | Eva Samková           | Rep. Ceca     | 1'10"43 |         | +1"27    | Q    |
| 4    | 30  | Nelly Moenne-Loccoz   | Francia       | 1'10"90 |         | +1"74    | Q    |
| 5    | 34  | Helene Olafsen        | Norvegia      | 1'12"40 |         | +3"24    | Q    |
| 6    | 42  | Michela Moioli        | Italia        | 1'12"54 |         | +3"38    | Q    |
| 7    | 27  | Déborah Anthonioz     | Francia       | 1'12"99 |         | +3"83    | Q    |
| 8    | 40  | Zoe Gillings          | Gran Bretagna | 1'13"34 |         | +4"18    | Q    |
| 9    | 28  | Aleksandra Žekova     | Bulgaria      | 1'14"00 |         | +4"84    | Q    |
| 10   | 48  | Sandra Daniela Gerber | Svizzera      | 1'14"10 |         | +4"94    | Q    |
| 11   | 25  | Belle Brockhoff       | Australia     | 1'14"89 |         | +5"73    | Q    |
| 12   | 39  | Maria Ramberger       | Austria       | 1'15"06 |         | +5"90    | Q    |
| 13   | 32  | Raffaella Brutto      | Italia        | DNF     | 1'12"54 | +3"38    | q    |
| 14   | 35  | Chloé Trespeuch       | Francia       | 1'24"26 | 1'15"20 | +6"04    | q    |
| 15   | 38  | Faye Gulini           | Stati Uniti   | 1'16"31 | 1'15"26 | +6"10    | q    |
| 16   | 47  | Carle Brenneman       | Canada        | 1'15"65 | DNF     | +6"49    | q    |
| 17   | 49  | Isabel Clark Ribeiro  | Brasile       | 1'50"98 | 1'16"14 | +6"98    | q    |
| 18   | 43  | Susanne Moll          | Austria       | DNF     | 1'16"56 | +7"40    | q    |
| 19   | 36  | Emilie Aubry          | Svizzera      | 1'17"08 | 1'41"12 | +7"92    | q    |
| 20   | 33  | Yuka Fujimori         | Giappone      | 1'17"74 | 1'17"76 | +8"58    | q    |
| 21   | 50  | Jade Critchlow        | Canada        | 1'29"14 | 1'17"78 | +8"62    | q    |
| 22   | 54  | Irina Kovalëva        | Russia        | 1'23"69 | 2'02"88 | +14"53   | q    |
| 23   | 46  | Bell Berghuis         | Paesi Bassi   | DNF     | 1'26"53 | +17"37   | q    |
| 24   | 52  | Ol'ga Čebotarëva      | Russia        | 1'28"02 | 1'27"57 | +18"41   | q    |
| 25   | 26  | Simona Meiler         | Svizzera      | 1'35"86 | 1'29"95 | +20"79   |      |
| 26   | 53  | Klára Koukalová       | Rep. Ceca     | 2'04"59 | 1'31"15 | +21"99   |      |
| 27   | 55  | Zuzanna Smykała       | Polonia       | 1'33"44 | DNF     | +24"28   |      |
| 28   | 51  | Jenna Feldman         | Stati Uniti   | 1'56"09 | DNF     | +46"93   |      |
|      | 41  | Claire Chapotot       | Francia       | DNF     | DNS     |          |      |
|      | 58  | Courtney Phillipson   | Australia     | DNS     | DNS     |          |      |
|      | 57  | Modesta Morauskaitė   | Lituania      | DNS     | DNS     |          |      |
|      | 56  | Kateřina Chourová     | Rep. Ceca     | DNS     | DNS     |          |      |
|      | 45  | Ana Amor              | Spagna        | DNS     | DNS     |          |      |
|      | 44  | Anastasija Asanova    | Russia        | DNS     | DNS     |          |      |

### Quarti di finale

#### Batteria 1
| Pos. | Nome                 | Nazione       | Note |
| ---- | -------------------- | ------------- | ---- |
| 1    | Maëlle Ricker        | Canada        | Q    |
| 2    | Ol'ga Čebotarëva     | Russia        | Q    |
| 3    | Zoe Gillings         | Gran Bretagna | Q    |
| 4    | Isabel Clark Ribeiro | Brasile       |      |
| 5    | Aleksandra Žekova    | Bulgaria      |      |
| 6    | Carle Brenneman      | Canada        |      |

#### Batteria 2
| Pos. | Nome                | Nazione  | Note |
| ---- | ------------------- | -------- | ---- |
| 1    | Helene Olafsen      | Norvegia | Q    |
| 2    | Maria Ramberger     | Austria  | Q    |
| 3    | Raffaella Brutto    | Italia   | Q    |
| 4    | Yuka Fujimori       | Giappone |      |
| 5    | Nelly Moenne-Loccoz | Francia  |      |
| 6    | Jade Critchlow      | Canada   |      |

#### Batteria 3
| Pos. | Nome            | Nazione   | Note |
| ---- | --------------- | --------- | ---- |
| 1    | Eva Samková     | Rep. Ceca | Q    |
| 2    | Michela Moioli  | Italia    | Q    |
| 3    | Chloé Trespeuch | Francia   | Q    |
| 4    | Belle Brockhoff | Australia |      |
| 5    | Emilie Aubry    | Svizzera  |      |
| 6    | Irina Kovalëva  | Russia    |      |

#### Batteria 4
| Pos. | Nome                  | Nazione     | Note |
| ---- | --------------------- | ----------- | ---- |
| 1    | Dominique Maltais     | Canada      | Q    |
| 2    | Déborah Anthonioz     | Francia     | Q    |
| 3    | Susanne Moll          | Austria     | Q    |
| 4    | Faye Gulini           | Stati Uniti |      |
| 5    | Sandra Daniela Gerber | Svizzera    |      |
| 6    | Bell Berghuis         | Paesi Bassi |      |

### Semifinali

#### Batteria 1
| Pos. | Nome             | Nazione       | Note |
| ---- | ---------------- | ------------- | ---- |
| 1    | Maëlle Ricker    | Canada        | Q    |
| 2    | Helene Olafsen   | Norvegia      | Q    |
| 3    | Raffaella Brutto | Italia        | Q    |
| 4    | Zoe Gillings     | Gran Bretagna |      |
| 5    | Maria Ramberger  | Austria       |      |
| 6    | Ol'ga Čebotarëva | Russia        |      |

#### Batteria 2
| Pos. | Nome              | Nazione   | Note |
| ---- | ----------------- | --------- | ---- |
| 1    | Dominique Maltais | Canada    | Q    |
| 2    | Chloé Trespeuch   | Francia   | Q    |
| 3    | Michela Moioli    | Italia    | Q    |
| 4    | Déborah Anthonioz | Francia   |      |
| 5    | Susanne Moll      | Austria   |      |
| 6    | Eva Samková       | Rep. Ceca |      |

### Finali

#### Small final
| Pos. | Nome              | Nazione       |
| ---- | ----------------- | ------------- |
| 1    | Eva Samková       | Rep. Ceca     |
| 2    | Maria Ramberger   | Austria       |
| 3    | Susanne Moll      | Austria       |
| 4    | Zoe Gillings      | Gran Bretagna |
| 5    | Déborah Anthonioz | Francia       |
| 6    | Ol'ga Čebotarëva  | Russia        |

#### Big final
| Pos.    | Nome              | Nazione  |
| ------- | ----------------- | -------- |
| Oro     | Maëlle Ricker     | Canada   |
| Argento | Dominique Maltais | Canada   |
| Bronzo  | Helene Olafsen    | Norvegia |
| 4       | Chloé Trespeuch   | Francia  |
| 5       | Michela Moioli    | Italia   |
| 6       | Raffaella Brutto  | Italia   |